# Locomotiv GT
Locomotiv GT (kurz LGT) war eine ungarische Rockband. Sie bestand von 1971 bis 1992. 1997 wurde sie von Gábor Presser neu zusammenberufen und bestand von da ab bis zum Tod von Tamás Somló und József Laux im Jahr 2016.

## Geschichte
Locomotiv GT wurde am 6. April 1971 in Budapest von den ehemaligen Mitgliedern der Band Omega, dem Keyboarder und Sänger Gábor Presser und dem Schlagzeuger József Laux gegründet. Károly Frenreisz kam als Bassist von der Band Metro und Gitarrist Tamás Barta spielte zuvor bei Hungaria. Fünftes, inoffizielles Gründungsmitglied war die Juristin und Ehefrau von Laux, Anna Adamis, die die Texte für die Band schrieb. Die Kompositionen stammten vorwiegend von Presser.
Im Dezember 1971 erschien bei dem ungarischen Label Pepita ihr Debütalbum. Im gleichen Jahr nahm die Band am World Popular Song Festival in Tokio und ein Jahr später am Great Western Express Festival in Lincoln teil. Im Jahre 1973 verließ Frenreisz die Band und gründete die Band Skorpio. Für ihn kam Tamás Somló. 1974 unternahm die Band eine längere Tournee durch Nordamerika und trat gemeinsam mit US-amerikanischen Bands wie ZZ Top, Lynyrd Skynyrd, Chicago, Aerosmith und den Eagles auf. Weitere Auslandstourneen in Europa, vor allem Osteuropa, schlossen sich an. Locomotiv GT erzielte im Ausland weit größere Erfolge als im eigenen Land. Die Band veröffentlichte mehrere LPs in englischer Sprache, unter anderem mit Jack Bruce. In der DDR wurde die Band vor allem durch die Musik zu dem Musical Fiktiver Report über ein amerikanisches Pop-Festival von Tibor Déry bekannt. Die ungarische LP zu dem Stück, aufgenommen 1973 mit Schauspielern der Budapester Komödie, verkaufte sich 50.000 Mal. In der DDR wurde das Musical erstmals am 21. November 1974 vom Deutschen Nationaltheater Weimar mit der Erfurter Rockband „Die Nautiks“ inszeniert. Weiter gelangte das Musical in Leipzig in einer Inszenierung von Karl Georg Kayser, neu arrangiert von Thomas Bürkholz und musikalisch umgesetzt von der Leipziger Band SET 1977 am Schauspielhaus zur Aufführung. Bereits Anfang der 1970er Jahre waren die Titel Geh nie wieder, Eine Kuckucksarmbanduhr, Hilf mir einzuschlafen und Ich wart' auf dich irgendwo mit deutschen Texten von Kurt Demmler bei Amiga erschienen.
Eine weitere Umbesetzung in der Band gab es 1974, als Barta ausschied. Für ihn kam János Karácsony von General. Laux verließ die Band 1976 und wurde durch János Solti ersetzt. Im Jahr 1992 löste sich die Band auf, 1997 wurde sie von Presser neugegründet. Mit den Umbesetzungen orientierte sich die Band zunehmend am Jazzrock, verlor aber nie ihren typischen Sound, der durch Pressers prägnante Bluesstimme und die Virtuosität aller Bandmitglieder geprägt war. Nach dem Tod der Mitglieder Tamás Somló und József Laux wurde im September 2016 die endgültige Auflösung der Band bekanntgegeben.

## Diskografie

### Studioalben
- 1971: Locomotiv GT (Pepita)
- 1972: Ringasd el Magad (Pepita)
- 1973: Bummm! (Pepita)
- 1975: Mindig Magasabbra (Pepita)
- 1976: Locomotiv GT V. (Pepita, Doppelalbum)
- 1976: Motor City Rock (Supraphon, englischsprachige Versionen)
- 1977: Zene (Pepita)
- 1978: Mindenki (Pepita)
- 1980: LOKSI (Pepita, Doppelalbum)
- 1982: Locomotiv GT X. (Pepita)
- 1984: Ellenfel Nelkül (Hungaroton)
- 1997: 424 – Mozdonyopera (BMG Ariola Hungary)
- 2002: A fiúk a kocsmába mentek (BMG Hungary)

### Livealben, englischsprachige Versionen und Zusammenstellungen (Auswahl)
- 1974: Locomotiv GT (ABC-Dunhill Records)
- 1975: All Aboard (ABC Records, englischsprachige Studioversion)
- 1975: Locomotiv GT – Life in Warsaw (Muza, Konzertmitschnitt)
- 1978: Aranyalbum 1971–1976 (Pepita, Best-of-Sammlung als Doppelalbum)
- 1980: Locomotiv GT – International (Pepita)
- 1983: Azalalbumm (Pepita)
- 1983: Too Long (EMI, englische Version von Locomotiv GT X.)
- 1988: LP ’74 USA (Favorit)
- 2014: Legendás dalok 1. (HU: ×10Zehnfachplatin )[7]
- 2014: Legendás dalok 2. (HU: ×6Sechsfachplatin )

### CDs
- 1991: Locomotiv GT – A összes naggylemeze (Hungaroton)
- 1992: Locomotiv GT – A összes naggylemeze I und II (Hungaroton) / Bucsukoncert (Posta Bank) / Locomotiv GT (Hungaroton)
- 1998: Golden Ballads (ATR Music) / Romantic Ballads (ATR Music)

Alle Studioalben sind ab 1992 in CD-Versionen erschienen.

## Dokumentarfilm
- 1981: Locomotiv GT (DEFA-Kurzdokumentarfilm, Regie: Christian Klemke)[8]